# Srednja Bistrica
Srednja Bistrica (mađarski: Középbeszterce, prekomurski: Srejdnja Bistrica) je naselje u slovenskoj Općini Črenšovci. Srednja Bistrica se nalazi u pokrajini Prekmurju i statističkoj regiji Pomurju. 

## Stanovništvo
Prema popisu stanovništva iz 2002. godine naselje je imalo 407 stanovnika.